# Pristimantis adiastolus
Pristimantis adiastolus är en groddjursart som beskrevs av William Edward Duellman och Hedges 2007. Pristimantis adiastolus ingår i släktet Pristimantis och familjen Strabomantidae. IUCN kategoriserar arten globalt som otillräckligt studerad. Inga underarter finns listade i Catalogue of Life.